# Assemblée des évêques catholiques de l'Ouest
L'Assemblée des évêques catholiques de l'Ouest (AÉCO) (en anglais : Assembly of Western Catholic Bishops) est l'association des évêques catholiques des provinces de l'Ouest canadien ainsi que des trois territoires du Nord canadien. Elle est l'une des quatre assemblées épiscopales régionales de la Conférence des évêques catholiques du Canada.

## Histoire
L'Assemblée des évêques catholiques de l'Ouest a été fondée en 1974.

## Membres
L'Assemblée des évêques catholiques de l'Ouest rassemble tous les évêques des diocèses de rite latin ainsi que ceux des éparchies ukrainiennes des quatre provinces de l'Ouest canadien et des trois territoires du Nord canadien, c'est-à-dire un total de 18 diocèses latins et de quatre éparchies ukrainiennes. En 2021, le président de l'assemblée est Murray Chatlain, l'archevêque de l'archidiocèse de Keewatin-Le Pas.

### Liste des diocèses
L'Assemblée des évêques catholiques de l'Ouest rassemble 22 diocèses et éparchies :
- Diocèse de Calgary
- Diocèse de Churchill-Baie d'Hudson
- Archidiocèse d'Edmonton
- Archidiocèse de Grouard-McLennan
- Diocèse de Kamloops
- Archidiocèse de Keewatin-Le Pas
- Diocèse de Mackenzie-Fort Smith
- Diocèse de Nelson
- Diocèse de Prince Albert
- Diocèse de Prince George
- Archidiocèse de Regina
- Archidiocèse de Saint-Boniface
- Diocèse de Saint-Paul
- Diocèse de Saskatoon
- Archidiocèse de Vancouver
- Diocèse de Victoria
- Diocèse de Whitehorse
- Archidiocèse de Winnipeg
- Éparchie d'Edmonton des Ukrainiens
- Éparchie de New Westminster des Ukrainiens
- Éparchie de Saskatoon des Ukrainiens
- Archéparchie de Winnipeg des Ukrainiens

## Annexe